# Farhud
Mit Farhud (arabisch الفرهود, DMG al-Farhūd) im Sinne von „gewalttätige Enteignung“ wird ein Pogrom an Teilen der jüdischen Bevölkerung von Bagdad bezeichnet, der sich vom 1. bis 2. Juni 1941 ereignete.

## Ablauf

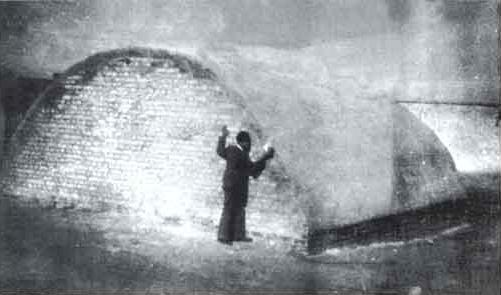
Massengrab von Farhud-Opfern, 1941

Im April 1941 führten arabische Nationalisten unter der Führung von Raschid Ali al-Gailani und mit Beteiligung des deutschen Diplomaten Fritz Grobba einen Militärputsch gegen den pro-britischen irakischen König Faisal II. durch. Nachdem Bagdad am 31. Mai 1941 vor den Briten kapitulierte, kam es an den beiden folgenden Tagen zu einem Pogrom an Teilen der jüdischen Bevölkerung: Am 1. Juni 1941 gingen während des Schawuotfestes Juden auf die Straßen Bagdads, um den zurückkehrenden Regenten zu empfangen. Nach Monaten der Unsicherheit wegen der innenpolitischen Wirren hofften sie auf die Rückkehr stabiler Verhältnisse, doch ein Mob verletzte über 1.000 Juden, jüdische Frauen wurden vergewaltigt und verstümmelt. Die genaue Zahl der Getöteten ist nicht bekannt, es wird von mindestens 180 ermordeten Juden ausgegangen, manche Quellen geben bis zu 600 an. Geschäfte und Häuser von Juden wurden ausgeraubt und angezündet, eine Synagoge eingenommen und ihre Torarollen verbrannt. Leichen wurden in einem Massengrab verscharrt. Im Bericht eines von der irakischen Regierung ernannten Untersuchungsausschusses wurde der Mufti von Jerusalem, Mohammed Amin al-Husseini, als einer der Urheber des Pogroms benannt. Etwa 300 bis 400 nicht-jüdische Aufständische wurden in dem Versuch, die Gewalt zu unterdrücken, ebenfalls getötet.

## Nachwirkung

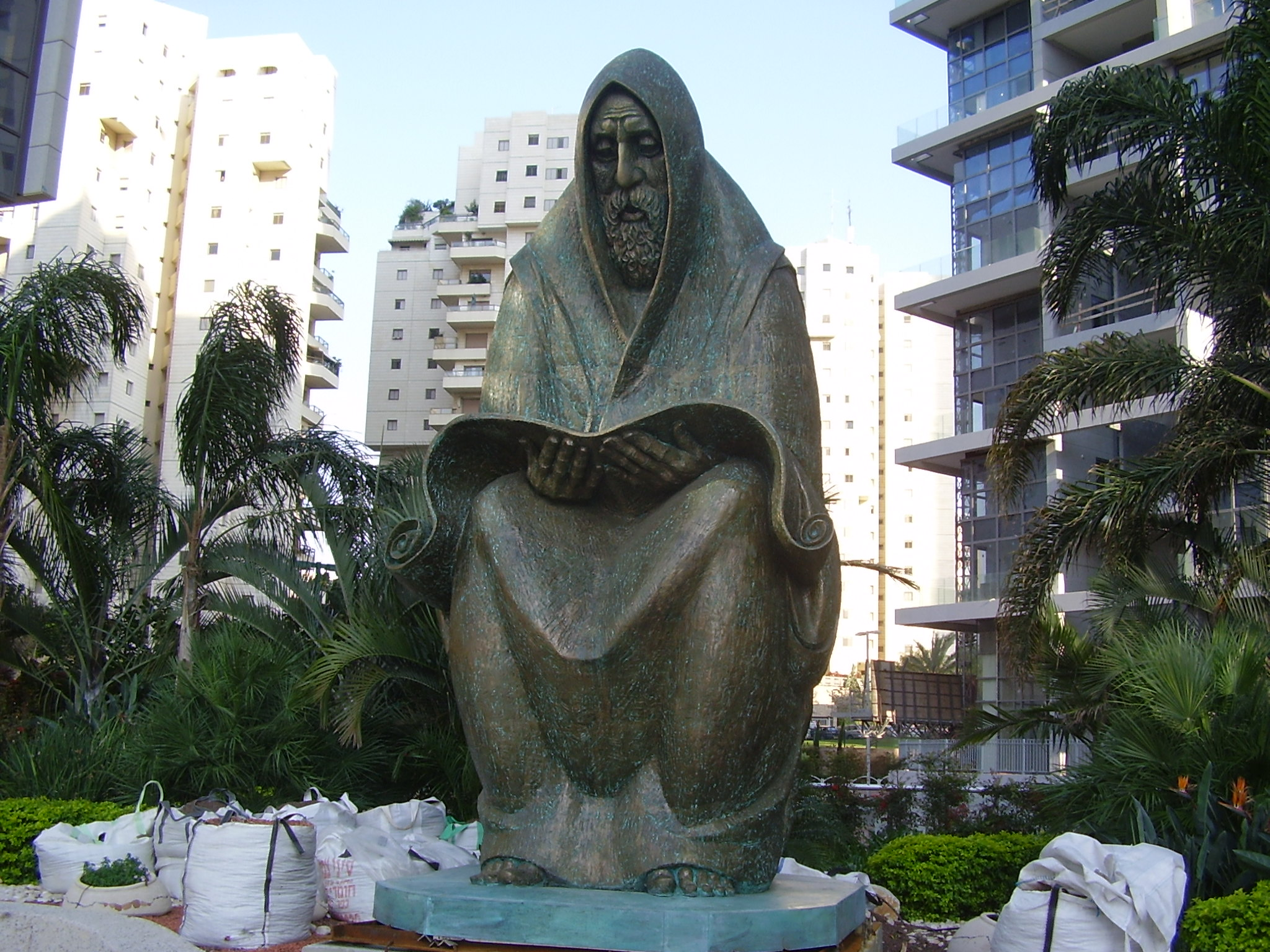
Die Plastik Tefilah (Gebet) in Ramat Gan für die Opfer des Farhud

Der Farhud bedeutete einen Bruch im Verhältnis zwischen Juden und Nicht-Juden im Zweistromland und bereitete den Weg hin zum Ende der dort seit rund 2600 Jahren bestehenden jüdischen Gemeinde und der Entwurzelung ihrer Angehörigen durch ihre erzwungene Migration. Nach der Gründung des Staates Israel kamen infolge des zunehmenden Drucks auf die jüdischen Minderheit im Irak die meisten jüdischen Iraki als Einwanderer nach Israel. Hier stellen sie und ihre Nachkommen seither eine bedeutende Bevölkerungsgruppe, die jedoch ihre Integration in die hauptsächlich europäisch-aschkenasisch geprägte Gesellschaft, die den orientalischen Juden mit erheblichen Vorurteilen gegenübertrat, überwiegend als schwierig empfand. Noch 2004 verdienten Israelis mit orientalischen Wurzeln, darunter die Iraki, im Durchschnitt rund ein Drittel weniger als Aschkenasim.
Zum Gedenken wurde am 1. Juni 2015 von den Vereinten Nationen der 1. Juni als Internationaler Farhud-Tag ausgerufen.